# Danmarks ambassade i Zagreb
Danmarks ambassade i Zagreb er Danmarks diplomatiske repræsentation i Kroatien. Ambassaden blev åbnet i 1994, og er i dag beliggende i Zagrebs centrum på Ulica grada Vukovara. Ambassaden arbejder for at fremme og beskytte danske interesser i Kroatien og styrke de bilaterale relationer mellem Danmark og Kroatien.

## Historie
Danmark og Kroatien har haft diplomatiske relationer siden 1992, da Kroatien blev anerkendt som selvstændig nation. Danmarks ambassade i Zagreb åbnede i 1994, og siden da har ambassaden arbejdet for at fremme de bilaterale relationer mellem Danmark og Kroatien.

## Aktiviteter og samarbejde
Danmarks ambassade i Zagreb arbejder for at styrke de bilaterale relationer mellem Danmark og Kroatien. Ambassaden samarbejder med kroatiske myndigheder og virksomheder for at fremme handel, kultur og politiske relationer mellem de to lande. Ambassaden har også et tæt samarbejde med den danske turistindustri for at promovere Danmark som turistdestination for kroatiske rejsende.